# Daniel P. Leadbetter
Daniel Parkhurst Leadbetter (Pittsfield, Massachusets, 10 de septiembre de 1797 – Millersburg, Ohio, 26 de febrero de 1870) fue un representante estadounidense por Ohio durante la década de 1840. Se retiró de su cargo antes del final de la década, a pesar de que contaba con el apoyo a presentarse de nuevo. Más tarde, sirvió en la Guerra de Secesión como capitán. Se estableció en Millersburg, la sede del Condado de Holmes, Ohio, él y su hermano, Moisés Leadbetter, con el tiempo llegaron a poseer casi la mitad de la ciudad. Fueron una familia prominente allí durante décadas. A través del matrimonio entró en contacto también con un ciudadano prominente Robert Justice.

## Biografía
Leadbetter nació en Pittsfield, Condado de Berkshire, Massachusetts, el 10 de septiembre de 1797. Asistió a la escuela pública; se mudó a Ohio en 1816 y se estableció en Steubenville, Condado de Jefferson (Ohio) donde estudió la carrera de abogados; fue admitido al Colegio de Abogados en 1821 y comenzó sus prácticas en Steubenville.
Leadbetter fue nombrado capitán de la Segunda Compañía, Tercer Regimiento, Sexta División en la Milicia de Ohio, en 1821.  Se mudó a Millersburg, Condado de Holmes, en 1821 y continuó con su carrera de abogado.  Fue nombrado Intendente General de la Cuarta División de la Milicia de Ohio en 1831, y fue registrador del condado desde 1831 a 1836.  Fue elegido por el Partido Demócrata en el  25º y 26º Congresos (4 de marzo de 1837 – 3 de marzo de 1841); no se postuló para el de 1840.  Reanudó su actividad; entabló actividades agrícolas y ganaderas.  Fue miembro de la Convención Constitucional del Estado en 1851 y sirvió como capitán en la Guerra Civil de los Estados Unidos en 1862. Murió en Millersburg, Ohio, el 26 de febrero de 1870. 